# Willi Wolfgruber
Willi Wolfgruber (* 30. Juni 1942 im Burgenland, (Österreich); † 2. Jänner 2006 in Graz) war ein österreichischer Forscher und Erfinder. 

## Leben
Nach unzähligen Abenteuern auf See und in Südamerika kehrte er nach Österreich zurück, wo er sich anfangs mit der Entwicklung von superleichten Rennbooten, Segelkatamaranen und Surfbrettern befasste. Von 1972 bis 1975 war er Rennbootfahrer und 1975 fuhr er Motorradrennen. Er gründete 1976 eine Firma für sein patentiertes Kanalsystem, experimentierte mit Leichtbetonelementen für Brückenbau und sammelte alles über Stirlingmotoren. 1990 entwickelte er einen Gleichrichter für die Dominikanische Republik, den er dort auch testete. 1991 baute er auf den Philippinen eine Firma zur Produktion von Solaranlagen und Elektrovoltaikpanelen auf, 1994 kehrte er nach Österreich zurück und beschäftigte sich schließlich mit belebtem Wasser und „freier Energie“. 2005 arbeitete er an Lichtfrequenzheilungsmethoden. Er starb 2006 vermutlich an Herz-/Lungenversagen.

## Ausgewählte Projekte Wolfgrubers
Wolfgruber befasste sich unter anderem mit Abwasserkanalsystemen, dem Bau von Leichtbooten, der Trinkwassererzeugung und  mit Luftreinigungsanlagen. 

## Lebenswerk
Seine Unterlagen und sein Lebenswerk, seine Erfindungen und Entdeckungen werden von Freunden weiter bearbeitet.